# Andreas Heusler
Andreas Heusler (Basilea, 30 settembre 1834 – Basilea, 2 novembre 1921) è stato un giurista svizzero.

## Biografia
Andreas Heusler era figlio dell'avvocato, storico legale e politico omonimo Andreas Heusler (avvocato, 1802) e della moglie Dorothea. Nacque a Basilea, studiò legge a Basilea, Gottinga e Berlino e conseguì il dottorato a Berlino nel 1856 con una tesi sul confronto fra due Digesti relativamente al tema della servitù nel diritto romano.
Heusler tornò a Basilea e lavorò dal 1856 al 1858 all'organizzazione dell'archivio dell'Abbazia di San Pietro a Basilea. Dal 1857 al 1859 fu impiegato presso il tribunale civile, dal 1859 giudice supplente. Nel 1858 Heusler ottenne la licenza per insegnare diritto civile all'Università di Basilea. Il 25 febbraio 1862 sposò Adelheid Sarasin (* 1841), che proveniva da una antica famiglia di Basilea e con la quale ebbe tre figli, tra cui il germanista Andreas Heusler (1865-1940). Adelheid Heusler-Sarasin morì nel 1878 dopo una lunga malattia. Nel 1893 sposò Auguste Hohenschild, contralto ed insegnante tedesca.
Dal 1863 al 1913, Heusler succedette a Wilhelm Arnold come professore ordinario di diritto tedesco all'Università di Basilea. Allo stesso tempo, fu attivo nella vita politica come membro conservatore del Gran Consiglio di Basilea dal 1866 al 1902. Sebbene fosse considerato un'autorità in materia legislativa in seno al Consiglio, il suo punto di vista conservatore rimase politicamente infruttuoso, dato che già dal 1875 nel Cantone, così come in tutto il paese, era la direzione radicale-liberale ad essere più influente.
Nel 1865 Heusler, che era stato membro della commissione giudiziaria dal 1863, redasse un codice civile di Basilea che non era stato realizzato in questa forma perché era previsto un codice civile per tutta la Svizzera, che però fu completato solo nel 1907. Tuttavia, divennero applicabili leggi parziali come una legge sul tema della tutela (1880). Heusler compilò anche il codice di procedura civile di Basilea dell'8 febbraio 1875, ancora in vigore seppure con diversi aggiornamenti. Lavorò anche alla stesura della legge federale sull'esecuzione e sul fallimento fino al 1889; in seguito la sua proposta venne cambiata in modo molto significativo. La sua partecipazione al Codice delle obbligazioni svizzero del 1881 fu "solo più letteraria".
Heusler fu rettore dell'Università di Basilea nel 1871. Fu particolarmente importante come sponsor della Biblioteca di questa università: Heusler divenne capo della commissione della biblioteca, di cui faceva parte da molto tempo, dal 1886. Nell'articolo a lui dedicato sull'Annuario biografico tedesco, Franz Beyerle scrive che quest'uomo altrimenti frugale era "generoso nei regali, zelante nel proteggere i propri interessi".
Nel 1891 Heusler divenne presidente della Corte d'appello di Basilea, "le cui eccellenti sentenze divennero famose in tutta la Svizzera." Ricoprì questo incarico fino al 1907. Nel 1890 Heusler fu anche nominato giudice arbitrale nella mediazione del conflitto tra Portogallo e Gran Bretagna sulla baia di Delagoa.
I riconoscimenti ricevuti da Andreas Heusler includono tre dottorati onorari (Università di Basilea, Tubinga e Ginevra) e l'Ordine Pour le Mérite per le scienze e le arti, che gli fu assegnato nel 1911. È sepolto nel cimitero Wolfgottesacker di Basilea. Nel 1922 gli venne intitolata una strada a Basilea.

## Eredità
Andreas Heusler fu uno dei principali storici del diritto del suo tempo. Dal 1860 pubblicò numerosi scritti di storia e di storia del diritto. La sua opera principale, pubblicata in due volumi nel 1885-1886, è Institutionen des Deutschen Privatrechts. Eduard His lo descrive come "un decisivo documento per l'intera conoscenza della vita culturale germanico-tedesca", Franz Beyerle afferma che "l'autore di questo testo si è assicurato per sempre un posto tra i classici del diritto". Rudolf von Jhering scrisse del libro ad un amico: "... era una vera pozione d'amore, una tazza di vino delizioso dopo tutte le blande e stantie bevande che altrimenti avrei dovuto bere regolarmente."
Tra le altre opere di Heusler vi sono, fra le altre, la Storia della città di Basilea, pubblicata nel 1917, ristampata più volte fino al 1969, e la Storia della Costituzione svizzera (1920), che il Consiglio federale svizzero regalò a tutti i membri dell'Assemblea.
Heusler fu codirettore della rivista di diritto svizzero dal 1863 e ne fu caporedattore dal 1882 al 1920.

## Opere

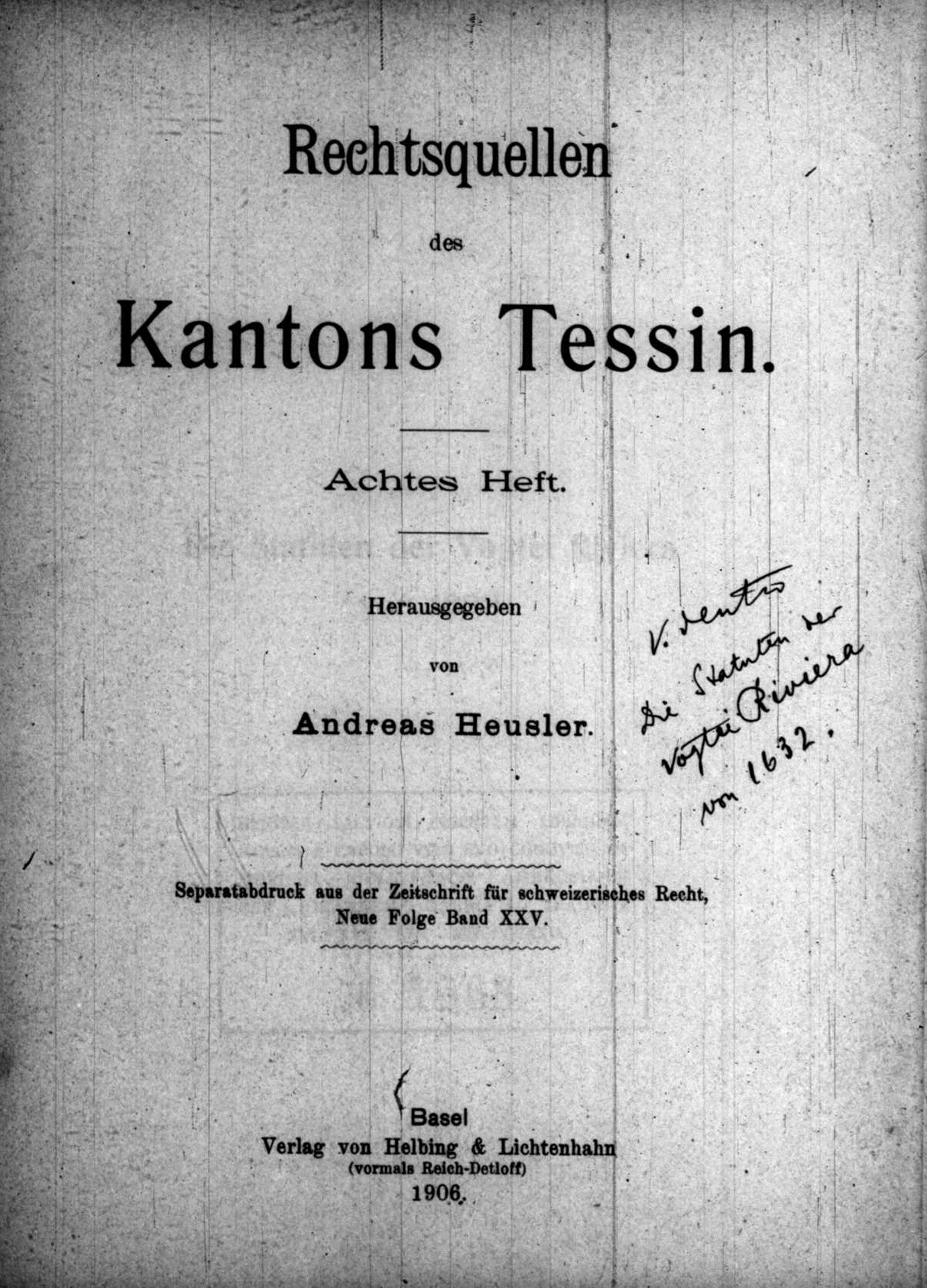
Fonti legali del Canton Ticino, 1906

- (DE) Die Beschränkung der Eigenthumsverfolgung bei Fahrhabe und ihr Motiv im deutschen Rechte, Basilea, 1871.
- (DE) Institutionen des Deutschen Privatrechts, Lipsia, Duncker & Humblot, 1885–1886.
- (DE) Geschichte der Öffentlichen Bibliothek der Universität Basel, Basilea, Reinhardt, 1896.
- (DE) Deutsche Verfassungsgeschichte, Lipsia, Duncker & Humblot, 1905.
- (DE) Rechtsquellen des Kantons Tessin, Basilea, Heling & Lichtenhahn, 1906.
- (LA) Statuta Comunis totius vallis Blegnii 1500, Basilea, Heling & Lichtenhahn, 1907.
- (DE) Geschichte der Stadt Basel, Basilea, Frobenius, 1917.
- (DE) Schweizerische Verfassungsgeschichte, Basilea, Frobenius, 1920.